# إسرافيل كشلا
إسرافيل كِشلا (بالتركية: İsrafil Kışla)‏, (ولد:10 مارس 1959, في أرتوين, تركيا) سياسي تركي. ونائب حالي وسابق في البرلمان التركي لأكثر من دورة ممثلا عن حزب العدالة والتنمية.